# Cezary Ciszewski
Cezary Ciszewski (ur. 24 sierpnia 1970 w Busku-Zdroju) – polski reżyser, dziennikarz, fotograf, aktywista społeczny, wykładowca na Uniwersytecie Warszawskim. Prezes Fundacji Monte Wideo i Foto (Tożsamość Poprzez Obraz). Absolwent Łódzkiej Szkoły Filmowej. Jest propagatorem idei telewizji w telefonie komórkowym i autorem pierwszego na świecie programu telewizyjnego nagranego telefonem komórkowym Miasto w Komie (2007). Wykładowca na Wydziale Dziennikarstwa, Informacji i Bibliologii Uniwersytetu Warszawskiego, na specjalizacji dokumentalistyka. Publicysta emigracyjny - w latach 1990-1996 był korespondentem zagranicznym Polskiego Radia i Radia Kolor. Założyciel studia Wolny Mikrofon (podcast ADHD UNDERGROUND). Autor audioserii dokumentalnej: "Czarny Romans" (audioteka 2021).

## Działalność

### Praca w radiu i telewizji. Studio Wolny Mikrofon - założyciel i twórca podcastów i słuchowisk
Ciszewski swoje twórcze życie zawodowe rozpoczął w radiowej Czwórce i Radiu Kolor w 1989. Swoje pierwsze felietony i audycje tworzył pod okiem Wojciecha Manna, Grzegorza Wasowskiego oraz Krzysztofa Materny. W 1990 rozpoczął 5-letnie realizowanie korespondencji zagranicznych obydwu rozgłośni z Amsterdamu. Tam współtworzył scenę cyberpunkową skupioną przy klubie Korsakoff i squacie Frankreich, a także współpracował z podziemnym Radiem Hundert. W 1996 roku rozpoczął pracę w Telewizji Polskiej, gdzie przez cztery lata zrealizował ponad 1000 interwencji społeczno-dziennikarskich, współpracując stale z Markiem Kotańskim, Piotrem Ikonowiczem i Jerzym Owsiakiem. Do dziś wspiera światowy ruch squaterski (2012 r. – film Elba zostaje). W 1999 stworzył autorski program Muzyka Łączy Pokolenia, oparty na scenicznej konfrontacji muzyków/grup odrębnych pokoleń, emitowany w TVP Regionalna. W 2001 stworzył jedyny w TVP program hip-hopowy WuWuA. Od 2015 roku stworzył 5 programów o emigracji polskiej przemierzając świat: Polonia w Komie (1000 odcinków), Wolny Ekran, Przekaz Bezpośredni, Wolny Ekran Międzypokoleniowy i Powroty (jak dotąd jedyny program o powracających z emigracji Polakach). Po sukcesie audioserii Czarny Romans zrealizowanej dla Audioteki, Ciszewski założył Studio Wolny Mikrofon. Studio realizuje podcast ADHD UNDERGROUND poświęcony tematyce ADHD. W planach jest realizacja kolejnych podcastów i audiobooków dotyczących zdrowia psychicznego.

### Produkcje filmowe
W 2000 roku rozpoczął studia w PWSTiF w Łodzi na kierunku realizacji telewizyjnej. Jego dokumentalnym debiutem był film On powiedział Ni Chuja. W trakcie studiów zrealizował wielokrotnie nagradzany film Wolność jest darem Boga, o śmierci przez zatracenie w narkotykach, co przypłacił śmiertelną chorobą. Film jest dostępny w YouTube. Od tego czasu zrealizował kilkanaście filmów dokumentalnych.

### Telewizja w komórce (od roku 2006)
W 2006 roku stworzył pierwszą Telewizję Obywatelską i jednocześnie ruch filmowy Miasta w Komie. Był to pierwszy na świecie program w całości nakręcony telefonem komórkowym. W 2008 r. Miasta w Komie zostały uznane za najbardziej oryginalny program telewizyjny w Europie (Circom 2008). Prezes fundacji Monte Wideo i Foto zajmującej się wyrażaniem tożsamości poprzez obraz.
Założyciel Ruchu Filmowego Miasta w komie zajmującego się propagowaniem twórczości komórkowej.
Pomysłodawca Festiwalu Filmów Komórkowych Miasta w komie.
Jego film komórkowy Warszaffski walczyk został wyróżniony na francuskim  Pocket Films Festival.
Twórca i prekursor nowego gatunku filmu dokumentalnego i wideo sformułowanego w manifeście artystycznym grupy Wideokoma, której jest liderem i założycielem (manifest Wideokoma 1  – 28.08.2008 r. oraz Wideokoma 2 – luty 2012 r.).
W 2011 roku stworzył Mapę Kultury Niezależnej Polski – ponad sto filmów dokumentalnych o artystach i społecznościach tworzących niezależnie w całej Polsce. Dorobek rocznej trasy po Polsce został zaprezentowany na Europejskim Kongresie Kultury we Wrocławiu.
Obecnie tworzy obywatelską telewizję komórkową TV Central na Dworcu Centralnym.
W warszawskiej dzielnicy Targówek i Ursynów stworzył KTOŚ–a Komórkową Telewizję Osiedlową – gdzie mieszkańcy dzielą się swoimi komórkowymi notatkami oraz wypowiedziami nagrywanymi na komórki przez reporterów. W ramach KTOŚ zrealizowano także Kino na Bloku, gdzie wyświetlane były dokumenty komórkowe prezentujące mieszkańców bloku.
W 2011 otworzył galerię fotografii komórkowej FOTOKOMÓRKA gdzie odbyło się już wiele wystaw, w tym kultowe: Scena Ulica – Frustracja Euforia Lans oraz Ulica Bohaterów Warszawy (stała ekspozycja – Dworzec Wschodni w Warszawie).
Polonia w Komie to ostatni i emitowany obecnie program komórkowy pokazujący życie Polaków za granicą w ich autorskich nagraniach wykonanych komórkami.
Współtworzy z Centrum Cyfrowym akcję redefinicji Praw Autorskich realizując portal Kultura Ponad Prawem i 25 filmów dokumentalnych o artystach tworzących zarys nowej relacji twórca – odbiorca.
Przeprowadził ponad sto warsztatów szkolących w opowiadaniu obrazem i finalizowanych portalami aktywności dziennikarzy obywatelskich. Z Instytutem Goethego stworzył obraz nowoczesnej relacji Polaków i Niemców do własnej tożsamości (30 filmów dokumentalnych).
Od 2011 roku rokrocznie realizowanych jest kilka autorskich wystaw fotograficznych Ciszewskiego i jego grupy Miasta w Komie.
W 2012 roku proklamował z grupą Miasta w Komie Polską Kronikę Komórkową w warszawskiej Zachęcie, która jest kontynuacją Polskiej Kroniki Filmowej i Polskiej Kroniki NonCamerowej.
Wykłada od 2009 roku  na Uniwersytecie Warszawskim (IKAP), w  Tbilisi i Baku.
Współpracował również z Gazetą Wyborczą, Hip Hop Archiwum, Aktivistą, Metropolem i Dziennikiem.

## Twórczość
Cezary Ciszewski jest autorem: Wolność jest darem Boga (film dokumentalny), Polski Londyn (film dok.), Polski Berlin (film dok.), Muzyka Łączy Pokolenia (program telewizyjny TVP 1990-2005 ), WuWuA (program tv o muzyce rap), Miasta w Komie (program telewizyjny - pierwszy na świecie nagrany w całości telefonem komórkowym 2007), Scena Warszawa, KomaPL, Polonia w Komie (program tv. o emigracji polskiej) , Kaukaz w Komie (Baku, Tbilisi, Erywań), Galeria Fotokomórka, TVCentral, Polska Kronika Komórkowa. Wolny Ekran (program tv o emigracji polskiej opowiedziany wolnym głosem emigrantów 2015-2020), Powroty (program tv o powracających z emigracji 2018-2023), Czarny Romans - (audioseria dokumentalna o legendzie warszawskiej ulicy Czarnym Romanie 2021 Audioteka)

## Nagrody i wyróżnienia
„Wolność jest darem Boga”
2006 – Nagroda Studia OPUS FILM – Festiwal Mediów „Człowiek w zagrożeniu”
2007 – Srebrny Lajkonik dla najlepszego filmu dokumentalnego – Krakowski Festiwal Filmowy
2007 – Nagroda dla najlepszego filmu dokumentalnego – Ogólnopolski Festiwal sztuki Filmowej „Prowincjonalia”
„Warszaffski Walczyk”
2007 – Grand Prix – Warszawskie Alternatywy Filmowe
2008 – Wyróżnienie na festiwalu Pocket Films w Paryżu.
„Gdzie Ci kwiaty”
2007 – Grand Prix – Ogólnopolski festiwal Filmów z Komórki OFFK-a
2008 – Nagroda Główna – Off Camera w kategorii Wydarzenie
„Miasto w Komie” – program telewizyjny
2007 – Grand Prix na Festiwalu Europejskich Telewizji Lokalnych „Wakacyjne Kadry” za najlepszy program telewizyjny
2008 – Nagroda za najbardziej oryginalny program telewizyjny na festiwalu Prix Circom Regional
2008 – Wyróżnienie dla Cezarego Ciszewskiego w kategorii „Najlepszy autor programu kulturalnego” na 15. Przeglądzie i Konkursie Dziennikarskim Oddziałów Terenowych TVP S.A. PiK.